# Tiefwerder Wiesen
Die Tiefwerder-Wiesen sind ein Rest der ehemaligen Auenlandschaft in der Havel-/Spreetalniederung auf dem Berliner Tiefwerder und im Niederungsbereich der Flusshalbinsel Pichelswerder im Ortsteil Wilhelmstadt des Bezirks Spandau. Die Feuchtwiesen sind von Altarmen der Havel durchzogen und stehen seit 1960 mit einer Fläche von 66,7 ha als Landschaftsschutzgebiet (LSG) unter Schutz. Im LSG liegt der Faule See, der aus einem Havelaltarm hervorgegangen ist.
Das natürliche Überschwemmungsgebiet ist das letzte Berliner Hecht-Laichgebiet. Durch das Absinken des Havelwasserstandes hat sich die Zugänglichkeit der Wiesen für die Hechte seit 1990 bereits dramatisch verschlechtert. Das Verkehrsprojekt Deutsche Einheit 17, dessen Realisierung ein weiteres Absinken des Wasserstandes zur Folge hätte, bedroht das Biotop zusätzlich. Auf den seggengeprägten Feuchtwiesen wachsen in Berlin gefährdete Arten wie die Blasen-Segge. Das LSG ist ein wichtiges innerstädtisches Bindeglied im Biotopverbund Havel. Der Fluss dient beispielsweise als Flugleitbahn für Fledermäuse und als Wanderleitlinie für den in Berlin wieder heimischen Biber. Das Land Berlin prüft seit 2007 die Ausweitung des Schutzstatus zum Naturschutzgebiet.

## Gebietsgrenzen
Das stark zergliederte Landschaftsschutzgebiet liegt zwischen der Havel, der Havelchaussee und der Heerstraße (Bundesstraßen B 2/B 5).
Es beginnt im Norden mit einer schmalen Spitze östlich der Freiheitswiesen auf dem Tiefwerder. Die westliche Begrenzung des Gebiets verläuft nach Südwesten zwischen einer Kleingarten-/Wochenendsiedlung und einem Wald- und Wiesengebiet, dann weiter entlang des Faulen Sees, an dessen Ende sie den Kleinen Jürgengraben überschreitet. Im Niederungsgebiet südlich des Dorfes Tiefwerder wendet sich die Grenze nach Westen und führt ein Stück am Kleinen Jürgengraben entlang zur Havel. Entlang des Flusses und des Havelseenwegs zieht sich die Westgrenze nach Süden bis fast zur Freybrücke und erreicht auf dem Pichelswerder nach einem kurzen Schlenker die Heerstraße.

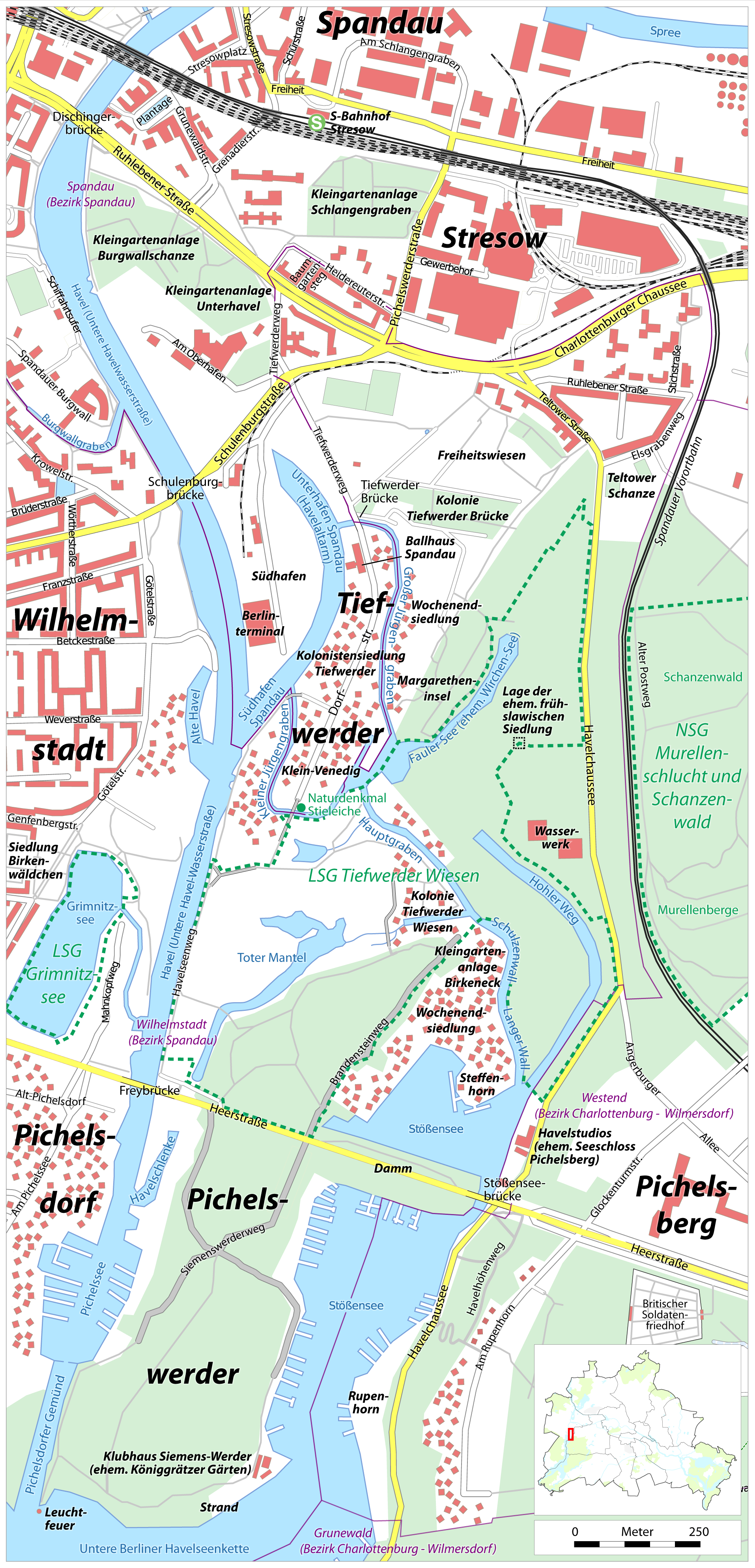
Lage des LSG Tiefwerder-Wiesen (Grenzen des LSG grün gestrichelt) in der Spree-Havelniederung

Die Ostgrenze verläuft von der schmalen Nordspitze des Gebiets – unter Aussparung des Wasserwerks Tiefwerder – nach Süden entlang der Havelchaussee beziehungsweise des Havelaltarms Hohler Weg, der in den Stößensee mündet. Sie verläuft hier zudem parallel zur Bezirksgrenze zu Charlottenburg-Wilmersdorf, die an dem S-Bahn-Damm der Spandauer Vorortbahn entlangführt, der sich wiederum wenige Meter neben der Havelchaussee erhebt. Direkt vor dem Stößensee überschreitet die Grenze des LSG den Hohlen Weg nach Westen zum Steffenhorn, verläuft unterhalb des Schulzenwalls und Langen Walls am Hauptgraben zurück nach Norden. Dann umrundet sie am Quergraben zum Toten Mantel die auf einer Anhöhe von Pichelswerder gelegene Wochenendsiedlung, wendet sich unterhalb der Höhe wieder nach Süden und erreicht vorbei am Erdgasspeicher Pichelswerder die Heerstraße. Die südliche Begrenzung verläuft mit rund 300 Metern entlang der Heerstraße. Die größte Längsausdehnung erreicht das Landschaftsschutzgebiet von Nord nach Süd mit rund 1,6 Kilometern, die größte Breite liegt von West nach Ost bei rund 900 Metern.
Während der deutschen Teilung wurde ein kleiner Teil der Tiefwerder Wiesen von der DDR als Exklave der Gemeinde Seeburg beansprucht. Wegen des Widerspruchs der britischen Behörden hatte dieser Anspruch aber keine Konsequenzen.

## Geologie, Naturraum und Klima
Die Tiefwerder-Wiesen befinden sich im südlichen Mündungsbereich der Spree in die Havel. Die Spreeniederung verläuft im weichselglazialen Berliner Urstromtal, das aus mächtigen Sanden aufgebaut ist, die mehr als 20 Meter Mächtigkeit erreichen können. Die Havel folgt in ihrem Verlauf einer glazialen Rinne und quert das Urstromtal, ohne es über eine längere Strecke zu benutzen.

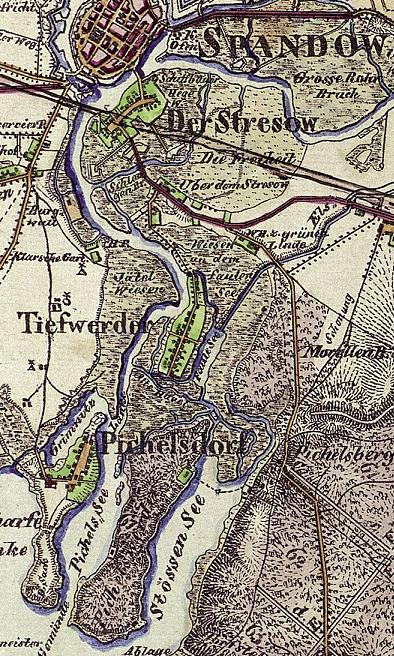
Tiefwerder auf einer Karte von 1842 (Ausschnitt). Der Elsgraben von der Spree zum Faulen See ist bereits kartografiert.

Getrennt von der Havelchaussee und dem S-Bahn-Damm schließt sich im Osten der Schanzenwald an, der gleichfalls zum Talsandbereich der Spreeniederung gehört. Der Schanzenwald geht in die Murellenberge über und bildet mit ihnen das Naturschutzgebiet Murellenschlucht und Schanzenwald. Das Hügelgebiet aus Stauch- und Endmoränen gehört zur Nordwestkante des Teltowplateus. Zwar verlaufen die Tiefwerder-Wiesen und der Schanzenwald nur durch wenige Meter getrennt beidseitig der Havelchaussee parallel zueinander, doch ist der ursprünglich verbundene Naturraum durch den S-Bahn-Wall der Spandauer Vorortbahn („Olympiabahn“) heute getrennt. Die Anlage der Bahn erfolgte im Zuge der Vorbereitungen zu den Olympischen Sommerspielen, die bereits für 1916 geplant waren, wegen des Ersten Weltkriegs ausfielen und erst 20 Jahre später in Berlin stattfanden.
Westlich der Havelrinne liegt die ehemalige Niederung Börnicker Lake (auch Birnicker Lake), auf deren sumpfigen Wiesen 1923 der Spandauer Südpark mit dem Südparksee angelegt wurde. Die Rinne läuft zur Scharfen Lanke und zum Grimnitzsee aus, der den Tiefwerder-Wiesen jenseits der Havel gegenüberliegt. Südlich der Heerstraße folgt dem LSG Tiefwerder-Wiesen das Landschaftsschutzgebiet Pichelswerder, nach dem sich die bei Tiefwerder kanalisierte Havel in die südliche Berliner Havelseenkette öffnet. Die Tiefwerder-Wiesen werden in der Naturraumeinheit D 12a (Ostdeutsches Tiefland, Mittelbrandenburgische Platten und Niederungen) dem Brandenburg-Potsdamer Havelgebiet (Nr. 812) zugeordnet.
Die Tiefwerder-Wiesen liegen in einer gemäßigten Klimazone im Übergangsbereich vom atlantisch geprägten Klima Nord-/Westeuropas zum kontinentalen Klima Osteuropas. Das Klima entspricht dem der Berliner Stadtrandlagen.
→ Abschnitt Klima im Artikel Berlin

## Anthropogene Einflüsse auf die Überschwemmungsdynamik

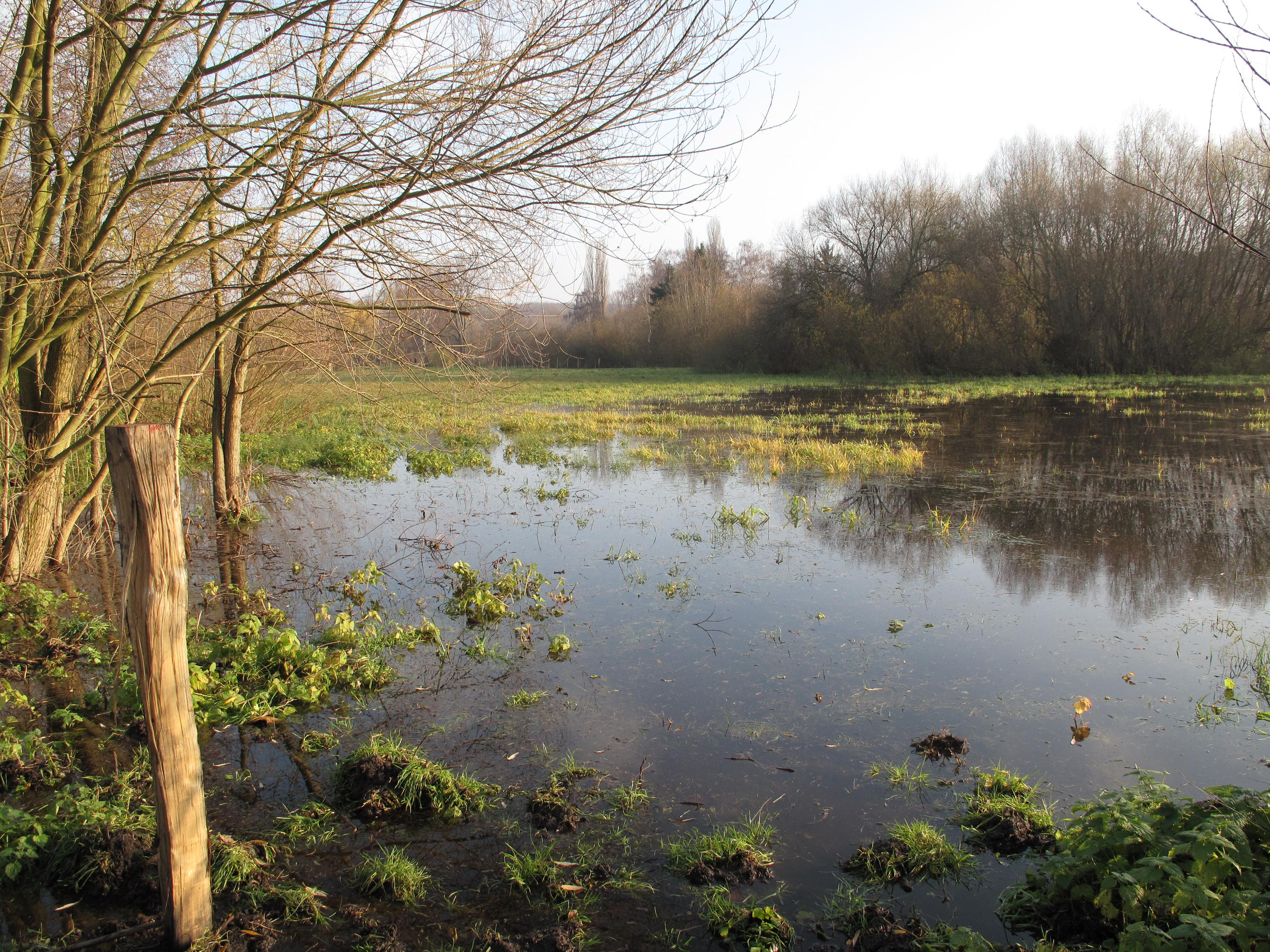
Nach starken Regenfällen teilvernässte Wiesen im November 2010

Die Biotop- und Landschaftsfunktion der Tiefwerder-Wiesen (auch als Hechtlaichwiesen bezeichnet) hängt von ihrer Überschwemmungsdynamik ab, die wiederum in hohem Maß dem Wasserstand der Havel und menschlichen Einflüssen unterliegt. Infolge der Speicherwirkung der Havelseen hat der Fluss verhältnismäßig ausgeglichene Wasserstände und durchzieht aufgrund seines geringen Gefälles – im Mittel etwa 0,05 % (das heißt 5 cm pro Kilometer) – das Land in ruhigem Lauf.

### Mittelalter
Archäologische Funde – Gefäßbruchstücke vom Prager Typus – aus dem sechsten bis achten Jahrhundert belegen, dass am Ostufer des Faulen Sees (bis in das 19. Jahrhundert Wirchen-See) eine frühslawische Siedlung bestand. Die slawische Siedlungsperiode des Mittelalters beeinflusste den Wasserhaushalt des Gebiets nicht. Allerdings gehen auf diese Periode die Namen der meisten Havel-Altwassername und der ehemalige Seename, der sehr wahrscheinlich dem Namen der Siedlung entlehnt ist (Wirchen aus slawisch verch/virch = Höhe, Erhebung – bezogen auf die benachbarten Teltowhänge), zurück.
→ Abschnitt Frühslawische Siedlung im Hauptartikel: Tiefwerder
Nach der deutschen Besiedlung stieg um 1180, insbesondere durch den Mühlenstau der Stadt Brandenburg, der Havel-Wasserspiegel per Rückstau in Spandau deutlich an, was die Überschwemmungsdynamik des Gebietes förderte. Die ersten Wasserregulierungen in der neuzeitlichen vorindustriellen Periode (1500–1750) blieben ohne nennenswerten Einfluss auf den Wasserhaushalt des Gebiets.

### Havelregulierungen, Elsgraben

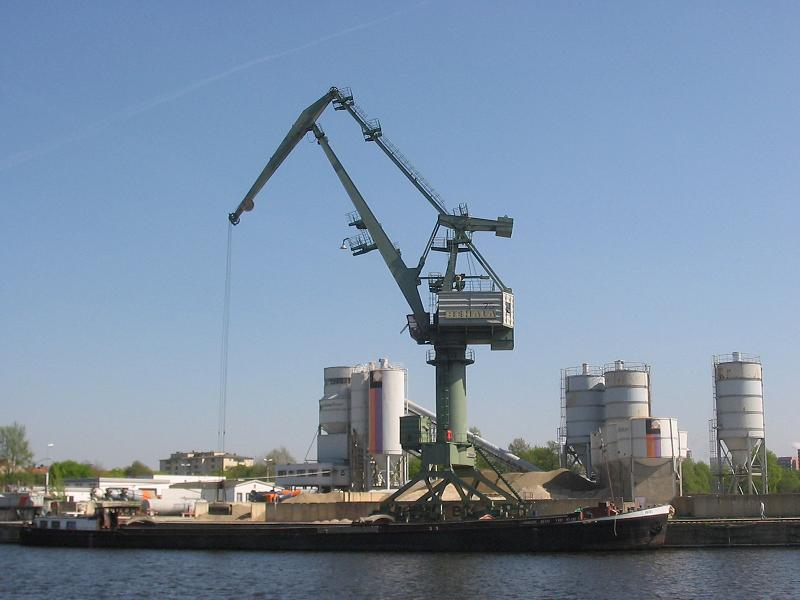
Havel, Südhafen Spandau

Bis Mitte des 19. Jahrhunderts überschwemmte das weitverzweigte Netz aus Mündungsarmen der Spree und zahlreichen Verästelungen der Havel die Niederung zwischen der Spree und Pichelswerder anhaltend. Nachhaltige Auswirkungen auf das Gewässernetz brachten 1880 und 1881 die Kanalisierung der bei Tiefwerder stark mäandrierenden Havel und die Flussregulierungen im Zuge des Ausbaus des Südhafens am Tiefwerder 1908. Allerdings blieb eine gute Überschwemmungsdynamik unter anderem durch den 1832 angelegten Elsgraben erhalten, der Hochwasser der Spree direkt in die Tiefwerder Wiesen leitete. Der bis 1886 schiffbare und bis etwa 1930 nach und nach zugeschüttete Wassergraben verband die (alte) Spree gegenüber der damaligen Otternbucht (ungefähr in Höhe des heutigen Heizkraftwerks Reuter) mit dem Faulen See. Der Graben sollte Spandau bei Hochwasser schützen, indem er das Wasser bereits vor der Stadt über den Faulen See zur Havel leitete. Der Elsgraben entwässerte zudem das Verlandungsmoor Fließwiese Ruhleben, eine ehemalige Toteisrinne und die nördliche Fortsetzung des Trockentals Murellenschlucht, in die Tiefwerder Wiesen.

### Siedlungsbau und Interessenkonflikte
Zu Beginn des 20. Jahrhunderts engte der Siedlungsbau das Überschwemmungsgebiet durch Aufschüttungen immer mehr ein. 1816 war auf einer höhergelegenen und überschwemmungsfreien Fläche das Fischerdorf Tiefwerder angelegt worden. Im Nordteil entstanden ab 1910 Industrieanlagen. Zwischen 1910 und 1912 folgte der Bau der Heerstraße, die den Stößensee auf einer Aufschüttung und auch Pichelswerder teilt. Die Trinkwassergewinnung des Wasserwerks Tiefwerder führte ab 1914 zu einer Grundwasserabsenkung, sodass südlich des Dorfes und an einigen Gräben Kleingartenkolonien und Wochenendhäuser errichtet werden konnten. Die nördlich gelegenen Freiheitswiesen wurden nach dem Zweiten Weltkrieg mit Trümmerschutt aufgeschüttet.

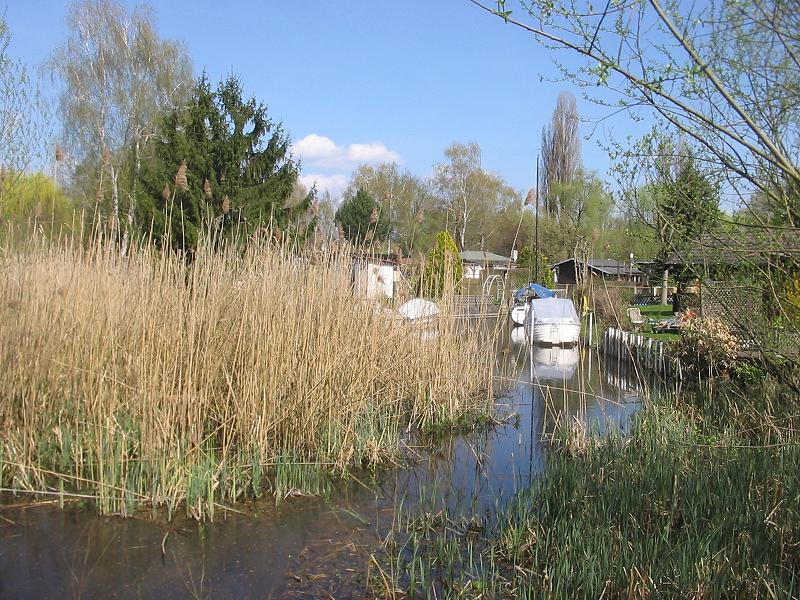
Wochenendsiedlung am Verbindungsgraben Toter Mantel – Hauptgraben

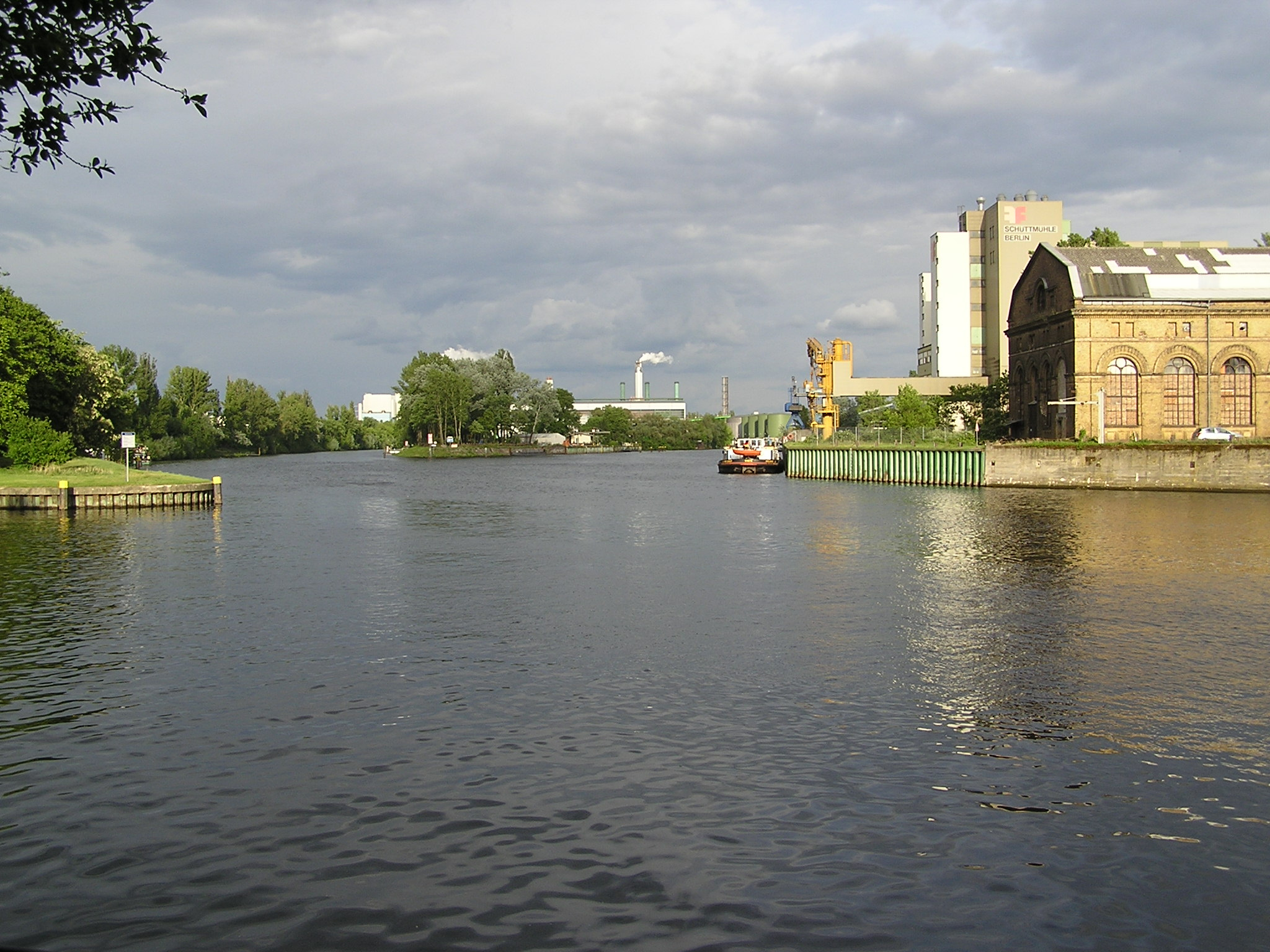
Mündung der Spree in die Havel, rechts die Schüttmühle Berlin

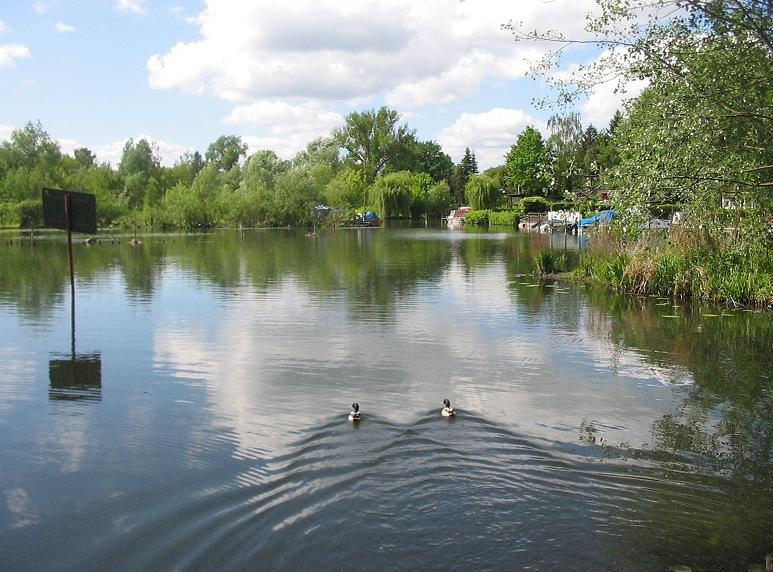
See am Zusammenfluss von Großem Jürgengraben, Faulem See, Hauptgraben, Kleinem Jürgengraben

Der verbliebene Überschwemmungsbereich im Landschaftsschutzgebiet Tiefwerder-Wiesen besteht heute nur noch aus einem begrenzten Niederungsbereich südlich des Dorfes. In diesem Bereich ließ das Land Berlin in den 1980er Jahren einen Straßendamm und aufgeschüttete Wege beseitigen und ersetzte die Fußwege zur Schonung der Feucht- und Nasswiesen zum Teil durch Stege und Brücken. Zur Renaturierung der Flächen sprach das Naturschutzamt Spandau im Jahr 2005 insgesamt 67 Pächtern, die Kleingartenparzellen auf landeseigenen Flächen des LSG hielten, die Kündigung aus. Zwar sind seither die meisten Parzellen geräumt und deren Lauben rückgebaut, allerdings gab das Kammergericht denjenigen Kleingärtnern, die gegen die Kündigung geklagt hatten, 2008 Recht. Heute wehren sich einige Anwohner gegen die Elektrozäune, die anlässlich der gewerblichen Haltung von Wasserbüffeln, Ziegen und Schafen errichtet wurden und sämtliche früheren Erholungsflächen umfassen.

### Verkehrsprojekt Deutsche Einheit 17
Faktoren wie die Reduzierung der Spree-Zuflüsse in der Lausitz (das Wasservolumen, das die Spree der Havel zuführte, war an ihrer Mündung bis 1990 mit 38 m³/s gegenüber 15 m³/s mehr als doppelt so hoch wie das der Havel selbst) oder die Havelvertiefung führten seit 1990 zu einer Absenkung des Havelwasserspiegels. Außerdem verschlechterte sich die Überschwemmungsdynamik weiter, sodass selbst die Zugänglichkeit des kleinen Restbereichs für Hechte nur noch in manchen Jahren möglich ist (siehe unten). Wurde beispielsweise ein Wasserstand von 29,55 m ü. NHN vor 1990 nur an 220 Tagen pro Jahr unterschritten, so waren es in den 2000er Jahren bereits etwa 310 Tage.
Das endgültige Aus drohte der Überschwemmungsdynamik durch das Verkehrsprojekt „Deutsche Einheit“ 17 (VDE Nr. 17), nach dessen Realisierung Schubverbände mit bis zu 2000 Tonnen und mit einer Abladetiefe von bis zu 2,8 Metern den Westhafen erreichen sollten. Die – aus ökologischen Gründen sehr umstrittene – Bundeswasserstraßenverbindung Rühen – Magdeburg – Berlin impliziert unter anderem einen Ausbau der Unteren Havel-Wasserstraße, des Elbe-Havel-Kanals, und die Begradigung eines Abschnittes der Spree. Die gesamte Strecke sollte auf vier Meter Tiefe und je nach Uferprofil auf 42–55 Meter (in Kurven bis zu 72 Meter) Wasserspiegelbreite ausgebaggert werden.
In einem Zwischenbericht zum Verkehrsprojekt stellt das Abgeordnetenhaus von Berlin im Februar 2009 fest: „Durch das ausbaubedingte Absinken der Wasserstände (nach den alten Planungen 1 bis maximal 13 cm je nach Abflusssituation Niedrig-/Mittel-/Hochwasser) werden die Tiefwerder Wiesen nicht mehr mit der gleichen Dynamik überströmt wie heute.“ Sollte das Projekt tatsächlich trotz aller Widerstände und Einsprüche umgesetzt werden, strebt das Land Berlin an, über eine Ausgleichsmaßnahme die künstliche Bewässerung der Tiefwerder-Wiesen mit Havelwasser durchzusetzen und Fischtreppen anlegen zu lassen. Die Wasser- und Schifffahrtsverwaltung des Bundes plante dazu:

„Im Zuge der Eingriffsbewältigung für das VDE 17 plant das WNA B daher nun, in enger Abstimmung mit den zuständigen Bezirks- und Senatsverwaltungen, den Bau und Betrieb von zwei kleinen Heberanlagen, mit denen künftig die vor 1990 zu verzeichnende Wasserstandsdynamik auf den Hechtlaichwiesen simuliert werden soll. Bei hohen Wasserständen sollte dann Wasser aus der Havel auf die tiefer liegenden Tiefwerder-Wiesen übergeleitet werden. Um das Wasser möglichst lange in dem Feuchtgebiet zu halten, sollte im Entwässerungsbereich zum Jürgengraben hin eine naturnahe Sohlrampe angelegt werden, die auch von Fischen passiert werden kann. So wird das wertvolle Feuchtbiotop nachhaltig gegen die Auswirkungen aus dem VDE 17, aber auch aus den nutzungsbedingten und klimatischen Veränderungen im Einzugsgebiet der Havel, geschützt.“

## Flora und Fauna

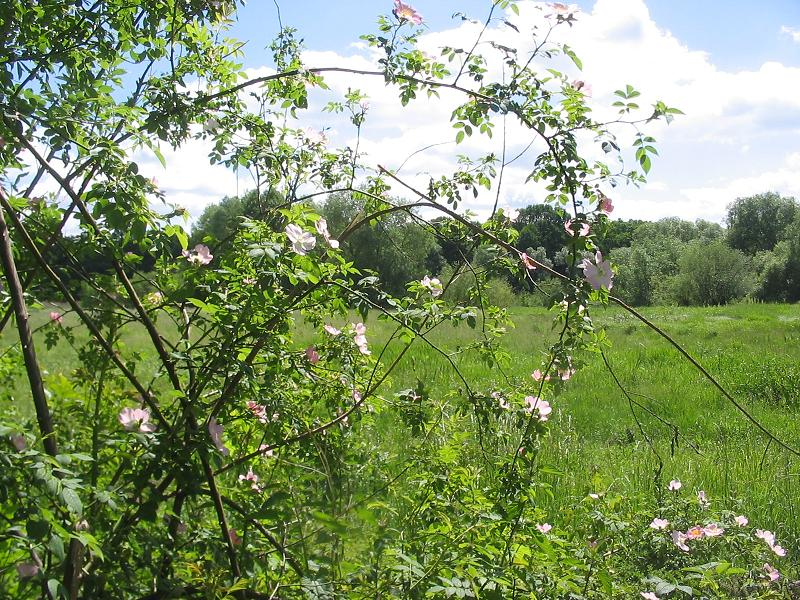
Hunds-Rosenstrauch am Wiesenrand

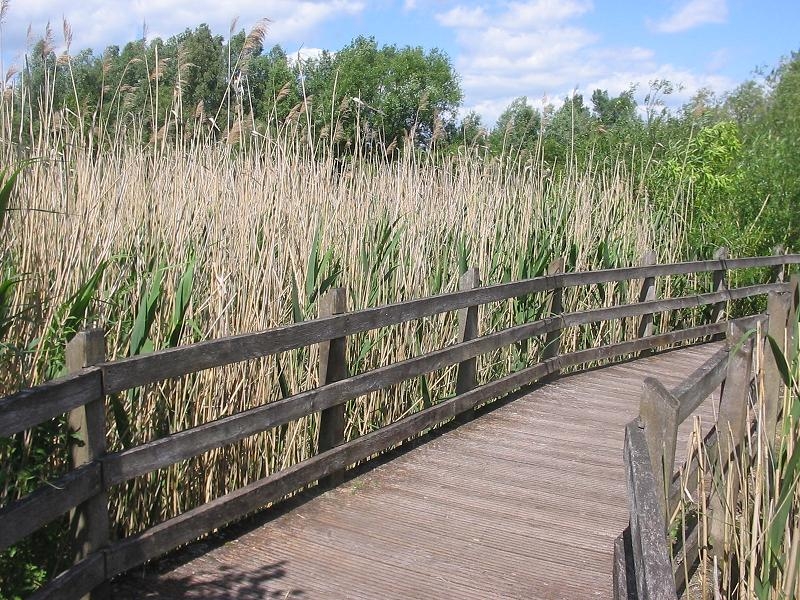
Bohlensteg durch Schilfrohr

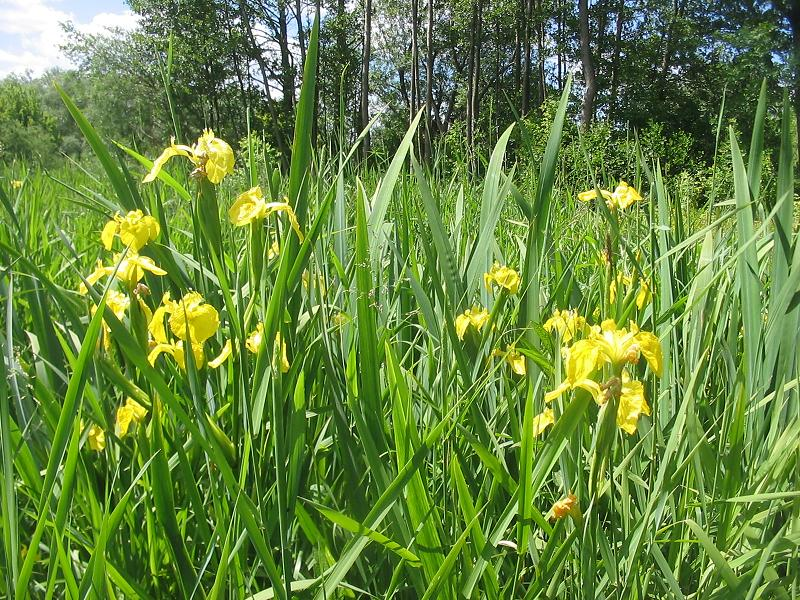
Die besonders geschützte Wasserschwertlilie in den Tiefwerder Wiesen

Die Beschreibung der artenreichen Flora und Fauna der Tiefwerder Wiesen bezieht sich auf den Bestand der 2000er Jahre.

### Pflanzen und Pflanzengesellschaften

#### Seggenriede und Röhricht
Die überschwemmten Großseggenwiesen, die die Tiefwerder-Wiesen lange dominierten, gehen aufgrund der immer selteneren Überflutungen zurück. Die bis zu zwei Meter hohe Ufer-Segge ist noch an den Gewässerrändern anzutreffen. Aus der Gattung der Seggen prägen heute Schlankseggenriede die vernässten Wiesenbereiche und Brachen. Die Kennart der Pflanzengesellschaft, die Schlank-Segge, ist eine mehrjährige, krautige Pflanze, die Wuchshöhen zwischen 30 und 150 cm erreicht. In den Verlandungsbereichen gesellt sich die in Berlin gefährdete Blasen-Segge hinzu, die gelegentlich mit der Schlank-Segge eine Hybride bildet. Das Schlankseggenried besitzt bei zunehmenden Entwässerungen zwar ein langes Überdauerungsvermögen, wird aber in Bereichen besser belüfteter Böden von Rohrglanzgrasröhrichten verdrängt. Zudem bestimmen ausgedehnte Wasser-Schwaden-Röhrichte die durchnässten, sumpfigen Bereiche. Das auch Riesen-Schwaden genannte, bis zu zwei Meter hohe Süßgras bildet artenarme und nicht selten reine Bestände aus. Für Blühaspekte sorgen in den Seggen und Röhricht bestimmten Wiesenteilen von Mai bis Juli die bis zu 60 cm hohe Kuckucks-Lichtnelke mit rosafarbenen Blüten. Von Mai bis August blühen die gelbleuchtenden Blüten des Pfennigkrauts und die gelegentlich schon ab März bis April oder Juni gelb blühende Sumpfdotterblume, die manchmal im Zeitraum von Juli bis Oktober eine schwächere Zweitblüte ausbildet. In der späteren Jahreszeit fügen die Hahnenfußgewächse Gelbe Wiesenraute (Juni bis August) und, vor allem im Juni, der Gift-Hahnenfuß weitere gelbe Blühaspekte hinzu. Von Juli bis September lockern die dunkelpurpurroten Blüten der Sumpf-Kratzdistel das gelbe Blühbild auf. Wildrosensträucher wie die Hunds-Rose öffnen im Frühsommer zahlreiche hellrosa Blüten an den Weg- und Gebüschrändern.

#### Schilfrohrgürtel und Auwaldrelikte
In den ausgedehnten Schilf- und Rohrkolben-Röhrichtgürteln der unverbauten Flussaltarme und Gräben bringen vereinzelt Blutweiderich, Sumpf-Ziest, Froschlöffel und die nach der Bundesartenschutzverordnung (BArtSchV) als besonders geschützt eingestufte Wasserschwertlilie violett-rote, bordeaux-rote, weißliche und gelbe Farbtupfer. Die offenen Uferflächen und Gewässerränder prägen Weidenbüsche und Auwaldrelikte mit Silber-Weide und Flatterulme. Insbesondere am Havelaltarm Toter Mantel, der bis an die Heerstraße reicht, ist eine Weichholzaue erhalten. In der artenreichen Krautflora dieser Zonen wachsen Sumpffarngewächse wie der Sumpffarn (Thelypteris palustris), Sumpf-Labkraut, Steif-Segge und Gewöhnlicher Gilbweiderich, der früher in der Volksheilkunde bei Skorbut, Diarrhoe und Fieber verabreicht wurde. Das ursprünglich aus dem Himalaya stammende Drüsige Springkraut breitet sich an feuchtnassen, nährstoffreichen Standorten der Wiesen stark aus und bildet dichte Dominanzbestände. Der schnell wachsende und sich rasant vermehrende Neophyt wurde 1839 aus Kaschmir erstmals nach England importiert und gelangte von dort aus als Zierpflanze auf den europäischen Kontinent. Er gehört damit zu den sogenannten hemerochoren Pflanzen, die ethelochor – also gezielt – eingeführt wurde. Die wie alle Seerosengewächse in Deutschland geschützte Gelbe Teichrose bedeckt weite Teile der offenen Wasserflächen mit schwimmenden Laubblättern. Sattgelbe, zwittrige Blüten mit einem Durchmesser von 4 bis 12 cm ragen aus ihrem grünen Blättermeer heraus.

### Tiere
Das Biotop Tiefwerder-Wiesen bietet einen vielfältigen Lebensraum für Fische, Amphibien, Reptilien, Insekten, Vögel und auch Säugetiere wie Fledermäuse und den nach mehreren Gastbesuchen inzwischen fest angesiedelten Biber.

#### Fische

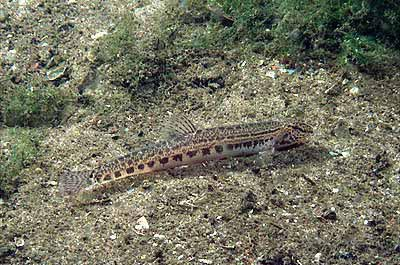
Steinbeißer

Die Bedeutung der Tiefwerder-Wiesen als Hechtlaichplatz ergibt sich aus der Eiablage des Raubfisches. Der Substratlaicher sucht zwischen März und April bis in den Mai hinein überschwemmte Auwiesen oder seichte Uferbereiche stehender Gewässer auf, in denen er die Eier an Wasserpflanzen, Wurzeln oder Äste haftet. Während die zweite traditionelle Berliner Hechtlaichwiese am Parschenkessel auf der Pfaueninsel bereits vor Jahren für die Hechte unzugänglich wurde, können die Fische seit 1990 auch die Tiefwerder Wiesen kaum noch erreichen. „Bei Wassertiefen von weniger als 5 Zentimetern ist es nur noch Jungfischen möglich, die Verbindung vom Hauptgraben aus zu durchschwimmen. Lediglich in feuchten Jahren gelingt dies auch einigen Altfischen, sodass zumindest in diesen Jahren Hechte erfolgreich in den Tiefwerder-Wiesen ablaichen können.“
Auf der Lauer liegt der bis zu 1,5 Meter lange Hecht unter anderem nach Weißfischen wie Plötze, Güster und Rotfeder, die zu den Friedfischen zählen und in den Gräben und Flussaltarmen wie auch Flussbarsche zahlreich laichen. Die nach Anhang II der Fauna-Flora-Habitat-Richtlinie (FFH) besonders geschützten Steinbeißer suchen ihre Nahrung nur in der Nacht und graben sich tagsüber in den Grund ein, wobei nur noch Kopf und Schwanz herausragen. Die ebenso geschützten Rapfen aus der Familie der Karpfenfische finden sich in jungen Jahren in kleinen Schulen zusammen, entwickeln sich aber im ausgewachsenen Alter zu Einzelgängern. Für diesen Fisch ist eine Durchgängigkeit der Gewässer überlebenswichtig.

#### Säugetiere
Der in den Tiefwerder-Wiesen sporadisch nachgewiesene Fischotter findet in den flachen, fischreichen Havelaltarmen und in den Überschwemmungsebenen sein bevorzugtes Habitat. Diese an das Wasserleben angepasste Marderart wird in der Berliner Roten Liste gefährdeter Arten als vom Aussterben bedroht geführt (Stand 2003) und gilt nach der BArtSchV als streng geschützt. Auch wenn das Land Berlin besondere Gutachten zur Population anfertigen ließ und Maßnahmen zur Bestandssicherung einleitete, bleibt „zweifelhaft, ob sich der Otter in Berlin fest etablieren kann, da seine Lebensräume durch Uferverbau, Gewässerverschmutzung und Erholungsdruck eingeschränkt sind und immer wieder Verluste durch Verkehr und Fischreusen auftreten können.“ Der Biber genießt den gleichen Schutzstatus und ist seit 1994 an der Oberhavel und im Tegeler See als „echter Neubürger“ mit mehreren Biberburgen heimisch. Vom Tegeler See aus besuchte das Nagetier die Tiefwerder-Wiesen havelabwärts mehrfach als Gast. Mittlerweile (Stand: 2008) sollen sich Biber fest in Tiefwerder angesiedelt haben.
Füchse und Dachse ziehen in den Tiefwerder-Wiesen ihre Jungen auf. Wildschweine sind derart zahlreich vertreten, dass die Senatsverwaltung für Stadtentwicklung ihre Wühltätigkeit als eine weitere Ursache für den Rückgang der Großseggenwiesen anführt. Für die geplante Ausweisung des Landschaftsschutzgebietes als Naturschutzgebiet ließ das Land Berlin 2007 die Fledermausfauna in den Tiefwerder-Wiesen und auf Pichelswerder untersuchen. Fledermäusen wie dem Großen Mausohr (nach der BArtSchV streng geschützt und im Anhang II der FFH-Richtlinie gelistet; in Berlin 2003 von vom Aussterben bedroht auf stark gefährdet herabgestuft) oder der Wasserfledermaus (in Berlin 2003 von gefährdet auf stark gefährdet hochgestuft) dient die Havelrinne als Flugleitbahn und Jagdgebiet. Von ihren Quartieren wie der Zitadelle oder den alten Gemäuern auf der Pfaueninsel suchen die nachtaktiven und hochsozialen Fledermäuse die insektenreichen Tiefwerder Wiesen zur Jagd auf.

#### Insekten
Unter den Insekten ist das Vorkommen des in Berlin stark gefährdeten Schwarzen Kolbenwasserkäfers (Hydrophilus aterrimus) bemerkenswert. Der nach dem BNatSchG besonders geschützte und wärmeliebende Wasserkäfer ähnelt stark dem Großen Kolbenwasserkäfer und bevorzugt größere, zumeist perennierende Gewässer an sonnenexponierten Standorten. Zwar sind für die Imagines des großen Käfers (Länge bis zu fünf Zentimetern) viele Gewässer geeignet, nicht jedoch für deren Larven. „Gerade das 1. und 2. Larvenstadium benötigt äußerst flache, vegetationsreiche und ungestörte Flachwasserbereiche, da die Junglarven, gestützt durch den Pflanzenwuchs, ihre Nahrung (kleine Wasserschnecken) noch aus dem Wasser heben müssen, um sie außerhalb des Körpers vorzuverdauen.“

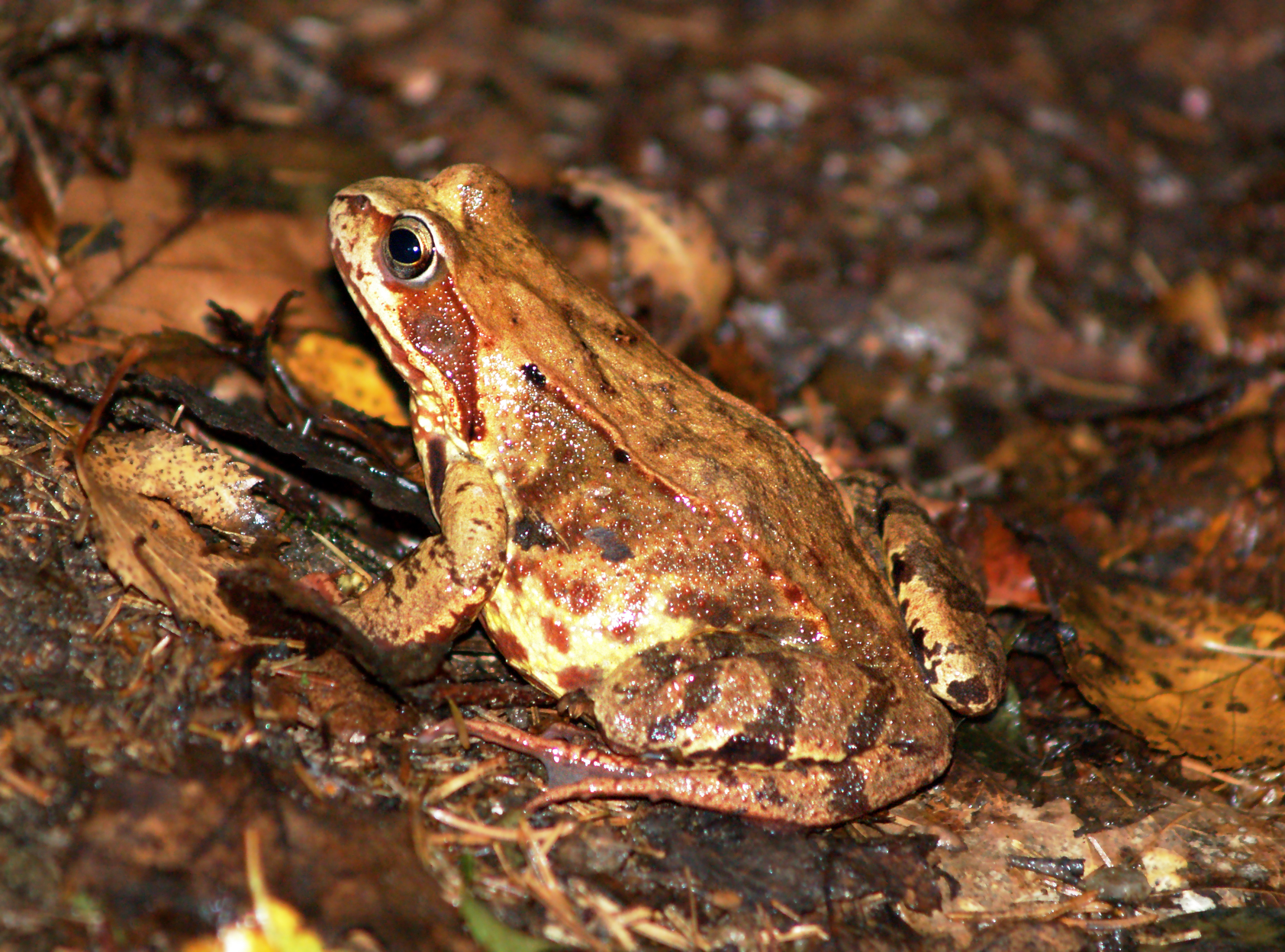
Ausgewachsenes Grasfroschweibchen. Aufgrund einer positiven Bestandsentwicklung gilt der Frosch in Berlin nicht mehr als gefährdet.

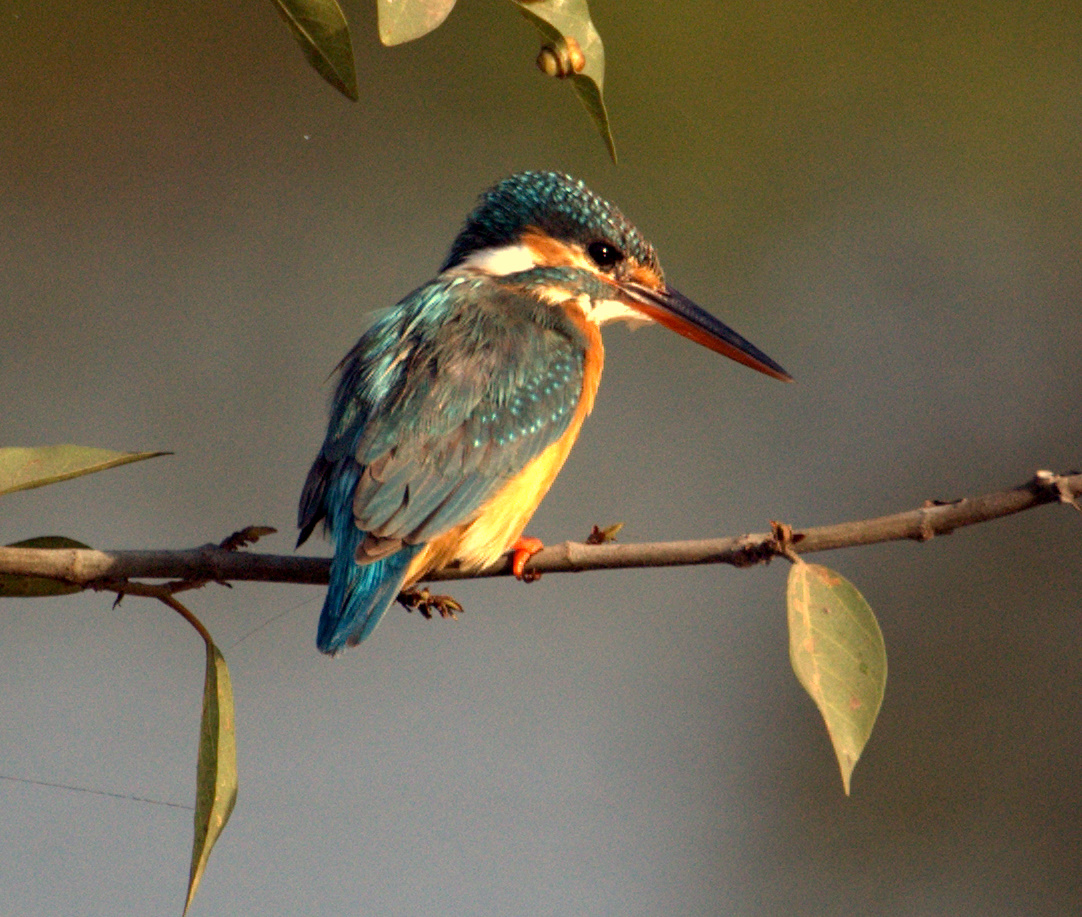
Der stark gefährdete Eisvogel, zweifacher Vogel des Jahres

Verschiedene Rüsselkäferarten wurden in den Tiefwerder Wiesen in den 1980er Jahren und zu Beginn der 1990er Jahre letztmals nachgewiesen. Da intensives Nachsuchen keine weiteren Funde brachte, gelten die meist kleinen Käfer (1,3–20 mm) seither in Berlin überwiegend als verschollen. Dazu zählen der Ufer-Kleinrüssler (Ceutorhynchus scapularis; letzter Nachweis August 1985, ein Exemplar), der Hohlzahn-Kleinrüssler (Datonychus angulosus; Mai 1990, vier Exemplare), der Nahtstreif-Kätzchenrüssler (Dorytomus hirtipennis; Februar 1991, fünfzehn Exemplare unter den Rindenschuppen einer Silber-Weide) und der Breite Seidenrüssler (Smicronyx smreczynskii; Juni 1989, ein Exemplar). Der Schlick-Sumpfrüssler (Pelenomus velaris), der bevorzugt an Gewässerufern auf vegetationslosen, periodisch überschwemmten, staunassen Sand- und Schlammflächen lebt und dessen Entwicklungspflanze nicht bekannt ist, wurde in Berlin mit einem Exemplar erstmals und gleichzeitig letztmals im Mai 1990 nachgewiesen. Im Dezember 2003 gelang in den Tiefwerder-Wiesen der Neunachweis eines Exemplars des Braunroten Weidenrüsslers (Ellescus infirmus) am Gesiebe (Bodenprobe) einer Weide.

#### Weitere Tiere
Im Röhricht der Tiefwerder-Wiesen ist der Grasfrosch zu Hause, der zwar nach dem BNatSchG besonders geschützt ist, aber seit einer bereits 1991 festgestellten guten Bestandsentwicklung nicht mehr auf der aktuellen Berliner Roten Liste von 2003 als gefährdet eingestuft ist. Die Ringelnatter hingegen gilt in Berlin weiterhin als gefährdet. Auch sie findet in dem Gebiet ihren bevorzugten Lebensraum: strukturreiche, sowohl aquatische als auch terrestrische Feuchtgebiete.
Graureiher verweilen in den Wiesen vor ihrem Herbstflug in den Süden zur Nahrungsaufnahme. Auch seltenen und gefährdeten Vogelarten dienen die Tiefwerder-Wiesen als Brut-, Durchzugs- und Überwinterungsgebiet. So ist gelegentlich der in Berlin stark gefährdete Eisvogel zu sehen. Die nach dem BNatSchG streng geschützte Art wurde aufgrund ihrer Gefährdung in Deutschland bereits zweimal, 1973 und 2009, zum Vogel des Jahres gewählt. In den Seggenrieden, Röhrichten und hohen Gräsern leben unter anderem Teichrohrsänger, Sumpfrohrsänger, Heckenbraunelle, Blässhuhn und Zwergtaucher. Auch der Vogel des Jahres 1983, die Uferschwalbe, kommt in den Tiefwerder-Wiesen vor. Ihre Jungvögel finden sich nach dem Verlassen der Bruthöhlen auf Schlafplätzen im Schilf und Weidendickicht in großer Zahl zusammen.

## Naturschutz und Wege

### Schutzgebiete und Pflegemaßnahmen
Mit der Verordnung zum Schutze von Landschaftsteilen im Bezirk Spandau von Berlin (Tiefwerder-Wiesen) stellte das Land Berlin die Tiefwerder-Wiesen unter Landschaftsschutz. Das LSG wird heute unter der Nr. 24 geführt und seine Fläche wird mit 66,69 ha angegeben. Seit 2007 prüft das Land die Anhebung des Schutzstatus als Naturschutzgebiet. Durch das benachbarte Wasserwerk Tiefwerder, das sechs Berliner Bezirke mit Trinkwasser versorgt, gehören weite Teile des LSG zudem zur engeren Wasserschutzzone II.
Als Zielvorstellung gab die Senatsverwaltung für Stadtentwicklung und Umweltschutz im Landschaftsprogramm und Artenschutzprogramm 1994 an:

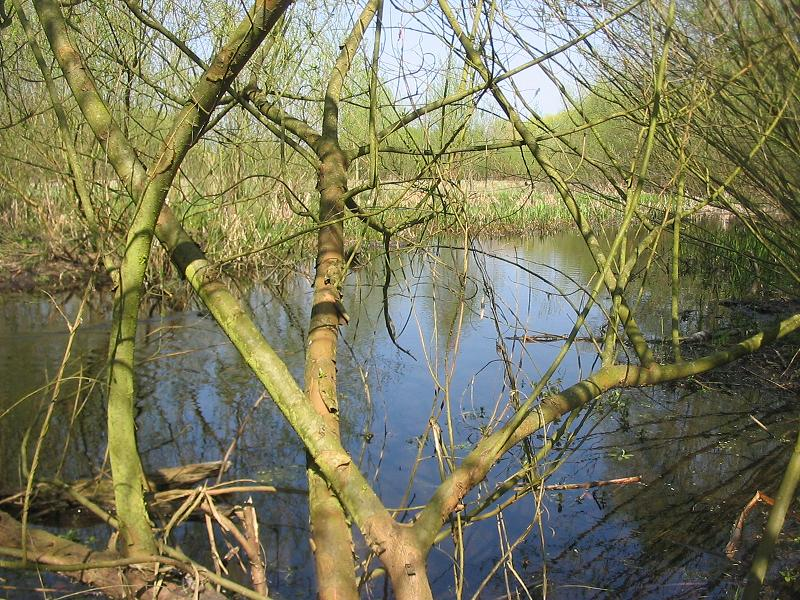
Toter Mantel

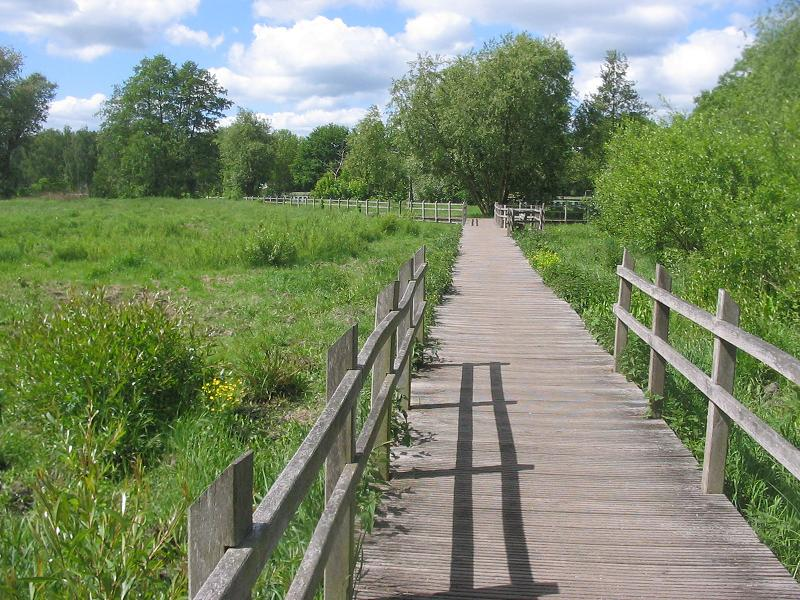
Bohlensteg

„Die noch erhaltenen, naturgeprägten Landschaftselemente dieser Niederungsbereiche sind zu schützen und zu erweitern. Die Fließwiese Ruhleben, die Tiefwerder Wiesen und die Schönower Wiesen sollen als extensive Feuchtwiesen gepflegt werden. Entlang der Gewässer sind als Verbindungselemente durchgehende Grün- und Freiflächen zu schaffen und standortgemäß zu bepflanzen (Feuchtwiesen und Gehölze der Erlenbruch-, Au- und Eichen-Hainbuchen-Wälder).“

Im Mittelpunkt sämtlicher Schutz- und Pflegemaßnahmen des Landschaftsschutzgebiets steht die beschriebene Erhaltung der Überschwemmungsdynamik, gegebenenfalls mittels künstlicher Bewässerung der Tiefwerder-Wiesen mit Havelwasser und Anlage von Fischtreppen. Darüber hinaus sollen nach den bereits erfolgten Rückbauten von Dämmen, Straßen, Lauben und Uferverbauen (siehe oben) Weichholzauen für den Biber gesichert werden. Zur Offenhaltung der Wiesen erfolgt seit 2014 keine regelmäßige Pflegemahd mehr. Stattdessen wurden asiatische Wasserbüffel, Schafe und Ziegen angesiedelt. Sämtliche Wiesen, insgesamt 16 Hektar Land, wurden dafür mit Elektrozäunen umzogen und sind damit für Bewohner und Besucher nicht mehr zugänglich. Forstliche Maßnahmen sollen den Wald auf dem angrenzenden Pichelswerder zu einem naturnahen Eichenmischwald entwickeln.

### Wegenetz und Anbindung an die Berliner Grünzüge
Das zentrale Feuchtgebiet ist durch einen Rundweg erschlossen. Ein 1996 angelegter rund 200 Meter langer Bohlensteg führt durch die Nasswiesen und Holzbrücken leiten über mehrere Gräben und den Toten Mantel. Eine lange Fußgängerbrücke über den Kleinen Jürgengraben verbindet die Wiesen mit der Dorfstraße in Tiefwerder und zwei Fußwege mit der Heerstraße.
Nach Süden ist das Gebiet über Pichelswerder und den Grunewald an den Havelhöhenweg und nach Osten an den Naturraum der Murellenberge und der Fließwiese Ruhleben an der Teltownordkante angebunden. In einem Planwerk Westraum Berlin schlug die Senatsverwaltung für Stadtentwicklung 2004 einen Höhenweg auf der Teltownordkante vor, womit von den Tiefwerder-Wiesen ein nahezu durchgehender Grünzug entlang der Spree über das Schloss Charlottenburg und den Großen Tiergarten bis in die City West bestünde. 2007 stellte zudem die DB ProjektBau den Bullengrabengrünzug als naturschutzrechtliche Ersatzmaßnahme für die Beeinträchtigungen in Natur und Landschaft durch das Bauvorhaben der Schnellfahrstrecke Hannover–Berlin fertig. Der Grünzug führt von der Havel entlang des Bullengrabens rund 4,5 Kilometer nach Westen bis nach Staaken. Da der Bullengrabengrünzug nur rund einen Kilometer nördlich des Dorfes Tiefwerder auf die Havel trifft, schlug die Senatsverwaltung vor, ihn mit einem Fußgängersteg über den Fluss an Tiefwerder und damit an die Tiefwerder-Wiesen und den Teltow-Hangkantenweg anzubinden.

## Die Tiefwerder-Wiesen im Biotopverbund Havel

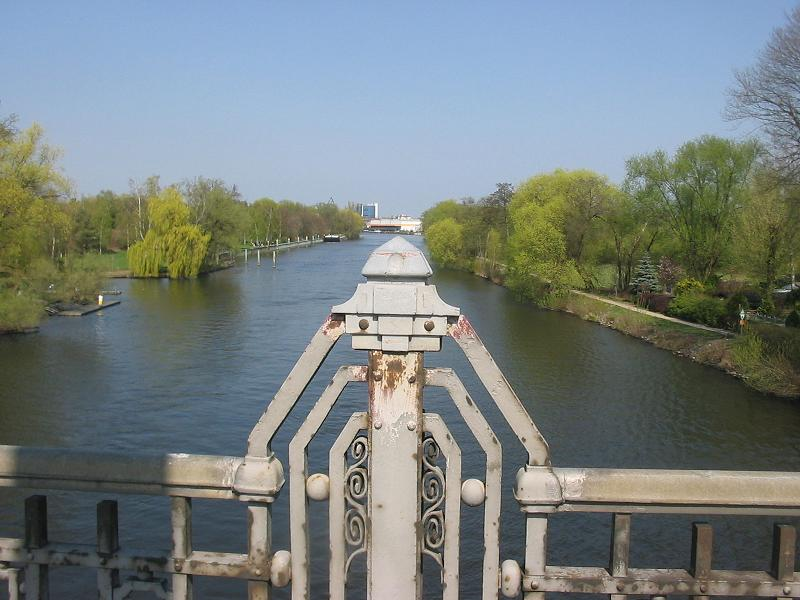
Blick von der Freybrücke auf die Havel und die Tiefwerder-Wiesen (rechts)

Der Biotopverbund spielt als Verbindung von Lebensräumen für die Erhaltung bedrohter Arten eine immer größere Rolle und wurde als neues Schutzziel im Naturschutzgesetz verankert. Für wandernde Fische, als Flugleitbahn für Fledermäuse, als Brut-, Durchzugs- und Überwinterungsgebiet von Vögeln oder als Wanderleitlinie für Biber und Fischotter kommt der Havel und ihrer Durchgängigkeit große Bedeutung zu. Die Berliner Naturschutzverbände nahmen deshalb im Jahr 2000 die Havel als verbindendes Landschaftselement als Biotopverbund in ihre Vorschlagsliste zur Nachmeldung von Schutzgebieten nach Artikel 10 der europäischen Fauna-Flora-Habitat-Richtlinie (FFH) für das Land Berlin auf. Allein in Berlin vernetzt die Havel zehn Landschaftsschutz- und drei Naturschutzgebiete, darunter das NSG Insel Imchen bei Kladow, das NSG Pfaueninsel und das LSG Spandauer Forst. Im gesamten Lauf verbindet sie bereits bestehende FFH-Gebiete wie die Uckermärkische Seenlandschaft oder das Tegeler Fließ und festgesetzte SPA-Gebiete wie das Havelländische Luch oder die Niederungen der unteren Havel. Zusammen mit den angrenzenden Luchlandschaften Rhinluch, Havelländisches Luch, Dossebruch und Jäglitzniederung bildet die untere Havelniederung das größte zusammenhängende Binnen-Feuchtgebiet des westlichen Mitteleuropa. In diesem Biotopverbund stellen die zentral gelegenen Tiefwerder Wiesen ein wichtiges innerstädtisches Bindeglied und für viele Arten „einen Trittstein zur Durchquerung des Stadtgebietes“ dar.